# Как назвать эту любовь?
IAST: Iss Pyaar Ko Kya Naam Doon? («Как назвать эту любовь?», дев. इस प्यार को क्या नाम दूं, англ. «What Name Should I Give to This Love?») — индийский телесериал, транслировавшийся по телеканалу Star Plus. Название телесериала позаимствовано из песни «Rabba Mere Rabba» болливудского фильма «Очарование любви» (2001). С 24 по 30 ноября 2015 года сериал продлен на финальные спецсерии, которые включают в себя краткое содержание о прошлом и в то же время, там будут репортажи самих актёров. Является телесериалом о жизни людей всех социальных классов и отражает тенденцию, характерную для индийских мыльных опер начала 2010-х годов — фокусировать внимание на личных отношениях пары, и их взаимоотношениях с родственниками. Как и многие другие телесериалы социальной направленности затронул проблему повторного брака. Основная сюжетная линия телесериала имеет некоторое сходство с сюжетом сказки «Красавица и чудовище» и историей любви Радхи и Кришны, о чём упоминается непосредственно в содержании серий. На основе сериала были адаптированы следующие ремейки: «Они не могут понять друг друга»(2012), «Арагини»(2013), «Wassanaye Premaya»(2015). «Как назвать эту любовь» — из немногих индийских телесериалов, ставший очень популярным не только в Индии, но и за рубежом.
24 ноября 2015 года, после трехлетнего перерыва, сериал вернулся на канал «Hotstar» с восемью финальными сериями. Веб-эпизоды вышли под брендом «Hotstar Originals», продюсерами выступила компания «Entertainment Mafia».

## Сюжет
Кхуши очень любит свою сестру Паяль, но по стечению обстоятельств становится причиной срыва её свадьбы и последующего разорения своего приёмного отца. Опасаясь усугубления ситуации, скрывает от родителей, что настоящим виновником произошедшего стал совсем другой человек — высокомерный, пренебрегающий традициями бизнесмен Арнав Сингх Райзада, который помешал ей вовремя попасть на свадьбу. Однако вскоре он сам напоминает о себе: по местному телевидению показывают сюжет, в котором Кхуши показана вместе с ним в двусмысленной ситуации. Семья Кхуши публично опозорена и обеих девушек на две недели отправляют в Дели, к вдовствующей тёте.
По совету влюблённого в неё знакомого по имени Шьям, она устраивается на работу в компанию «ASR», даже не догадываясь, что название этой фирмы — это инициалы её владельца. Обнаружив друг друга в офисе, Кхуши и Арнав заключают пари на сто тысяч рупий. Арнав превращает каждый день девушки в ад, и Кхуши, под давлением родственников, увольняется с работы раньше срока. Вскоре к ней обращается за помощью сестра Арнава Анджали и предлагает работу в доме её врага в обмен на прощение долга.
Приступив к исполнению своих обязанностей она узнаёт, что Арнав сирота и, также как и она, готов на всё ради счастья сестры. Вскоре Кхуши замечает и другое: несмотря на грубое отношение к ней, он всегда готов защитить её в случае опасности. Кхуши влюбляется в него, и начинает подозревать, что её любовь взаимна. Но из-за интриг Шьяма, который оказывается мужем Анджали, вместо признания в любви Арнав с помощью шантажа заставляет её выйти за себя замуж, нарушив все традиции и рассорившись со всеми родственниками. Решив досадить мужу, Кхуши окружает его такой любовью, что это сначала приводит Арнава в ярость, потом становится нормой его жизни. Но даже после их свадьбы Шьям продолжает свои интриги, он похищает Арнава с целью заполучить все его состояние и жениться впоследствии на Кхуши. Кхуши с самого начала чувствует, что с мужем что-то случилось, она прилагает все возможные усилия, чтобы найти Арнава, в этом ей помогают Манорама, а затем НК. В конечном итоге Арнав и Кхуши вместе спасаются от бандитов, нанятых Шьямом, все недомолвки и преграды между ними рухнули, и Арнав решает жениться на своей жене ещё раз. В последней серии Кхуши Кумари Гупта Сингх Райзада побеждает в конкурсе «Миссис Индия» и осознаёт, что её муж всегда был тем человеком, который делал её сильнее.

## Актёры и роли
| Актёр                        | Роль                             | Описание характера |
| ---------------------------- | -------------------------------- | --- |
| Барун Собти                  | Арнав Сингх Райзада              | Высокомерный бизнесмен, сирота, родители которого погибли в результате суицида. В своём офисе известен также как АСР, а дома как Чоте (младший). Болен диабетом. Не верит в религию и брак. Любит сестру Анджали, жену Кхуши, сына Аарава и растения. Постоянно заключает пари с Кхуши Кумари Гупта. |
| Саная Ирани                  | Кхуши Кумари Гупта Сингх Райзада | Сирота, чьи родители погибли в автомобильной аварии, удочерённая своей тётей и её мужем. Предприимчивая, весёлая и очень разговорчивая. Верит в то, что сердечные привязанности сильнее кровных уз. Считает своей лучшей подругой Богиню. Имеет привычку готовить сладости (джалеби) во время сильных переживаний. Ради брака сестры Паяль с Акашем объединяется с Арнавом Сингх Райзада. Ради спасения жизни Арнава обманывает Шьяма. Ради выздоровления Анджали возвращает Шьяма. Вместе с Арнавом усыновляет мальчика-сироту. Сначала боится Арнава, но затем понимает, что любит его. В конце сериала становится Мисисс Индия, не без помощи Арнава |
| Акшай Догра                  | Акаш Сингх Райзада               | Сын Манорамы, двоюродный брат Арнава, Анджали и Нанке. Влюбляется в Паяль Гупта и женится на ней благодаря поддержке Арнава и Кхуши. |
| Дипали Пансаре               | Паяль Гупта Сингх Райзада        | Родная дочь Шаши Гупта от первого брака. Обладает скромным и спокойным характером. Застенчива. Влюбляется в Акаша Сингх Райзада и становится его женой. Очень любит свою сестру Кхуши. |
| Абхаас Мехта                 | Шьям Манохар Джа                 | Главный отрицательный персонаж. Муж Анджали, адвокат. Ведёт двойную жизнь: будучи женатым поселяется у Мадхумати и пытается жениться на Кхуши, так как влюблён в неё, не разводясь с первой женой. После её свадьбы с Арнавом похищает его и пытается убить. Неоднократно покушается на жизнь Анджали. Прагматичен, изворотлив и коварен. |
| Далджит Каур Бханот          | Анджали Шьям Джа                 | Старшая сестра Арнава Сингх Райзада, жена Шьяма Джа. Добрая, доверчивая и богобоязненная. Теряет ребёнка в результате покушения на её жизнь Шьяма. |
| Санджай Батра                | Шаши Гупта                       | Приёмный отец Кхуши, родной отец Паяль, муж Гаримы. Владелец магазина. Умный, добрый и проницательный человек. Раскрывает истинную личность Шьяма, но из-за последствий сердечного приступа не может рассказать об этом своей семье. |
| Тухина Вохра / Пьюмори Мехта | Гарима Шаши Гупта                | Вторая жена Шаши Гупта. В молодости находилась в любовных отношениях с отцом Арнава Сингх Райзада. Спокойная, добрая, но строгая женщина. |
| Абха Пармар                  | Мадхумати Гупта                  | Сестра Шаши Гупта, вдова. Живёт за счёт пенсии и продажи вышивки чикан. Пригласила Шьяма в качестве постояльца в свой дом. |
| Джайшри Талпаде              | Девьяни Сингх Райзада            | Бабушка Арнава и Анджали по материнской линии, свекровь Манорамы, старшая женщина в доме. Родом из Лакхнау, всегда рада землякам. Любит свою козу Лакшми. Настаивала на официальном браке между Арнавом и Лаваньей Кашьяп. |
| Уткарша Наик                 | Манорама Сингх Райзада           | Мать Акаша, тётя Арнава и Анджали. Любит драгоценности и макияж. Портит бизнес-проекты Кхуши Кумари Гупты и постоянно называет её «рваным сари». Свекровь Паяль, которой пытается испортить жизнь. Считает себя великим детективом и помогает Кхуши найти похитителей Арнава. |
| Свати Читнис                 | Субхадра Деви                    | Отрицательный женский персонаж. Бабушка Арнава и Анджали по отцовской линии. Много лет провела в ашраме. Настаивает на возвращении Шьяма в семью Райзада и пытается воспрепятствовать повторной женитьбе Арнава на Кхуши. Винит в смерти своего сына и невестки приёмную мать Кхуши. |
| Каран Годдвани               | Нанд Кишор (Нанке, НК (Эн-Кей)   | Кузен Арнава, Акаша и Анджали, приехавший из Австралии. Весёлый и влюбчивый юноша. Помогает Кхуши и Арнаву раскрыть интриги Шьяма. |
| Сана Кхан                    | Лаванья Кашьяп                   | Подруга Арнава Сингх Райзады, согласившаяся жить с ним без брака. По желанию родственников Арнава Кхуши Кумари Гупта обучает её традициям. Под влиянием Кхуши Лаванья осознаёт важность брака, но расстаётся с Арнавом, когда понимает, что он её не любит. |

## Показ
В период показа в Индии позиции телесериала в рейтинге TRP колебались от 3,24 до 4,59. С 8 декабря 2014 года по 19 октября 2015 года сериал транслировался в России на телеканале Ю. Сериал был показан таких странах как: Индия, США, Великобритания, Россия, Грузия, Маврикий, ЮАР, Болгария, ОАЭ, Египет, Казахстан и др. , во многих из них он транслируется до сих пор. С 2016 года транслируется в Румынии. Является первым индийским сериалом, показанным в Турции, где приобрел большой успех. В связи с успехом сериала, в Турции, Египте и Армении был выкуплен сериал Санаи Ирани, исполняющей главную роль, «Цвета Страсти».

## Музыка
Песня «Rabba Ve», ставшая главной музыкальной темой телесериала, написана и исполнена композитором Раджу Сингхом, а песня «Iss Pyaar Ko Kya Naam Doon» исполнена Джаведом Али и Махалакшми Айер. В нескольких сериях звучит фрагмент из известной песни Ричарда Маркса «Right Here Waiting» (к примеру, в серии 311, 3:30-3:45). В телесериале также используются песни из фильмов Болливуда.
| Оригинальное название песни                        | Фильм (год)                                           | Описание фрагмента                                    |
| -------------------------------------------------- | ----------------------------------------------------- | ----------------------------------------------------- |
| Iss Pyaar Ko Kya Naam Doon Title Song              | оригинальная композиция                               | музыкальная тема телесериала                          |
| Rabba Ve (Original)                                | оригинальная композиция                               | музыкальная тема телесериала                          |
| Rabba Ve (Sad)                                     | оригинальная композиция                               | музыкальная тема телесериала                          |
| Rabba Ve (Kyun Dard Hai Itna — Duet)               | оригинальная композиция                               | музыкальная тема телесериала                          |
| Kyun Dard Hai Itna (Male)                          | оригинальная композиция                               | музыкальная тема телесериала                          |
| Kyun Dard Hai Itna (Female)                        | оригинальная композиция                               | музыкальная тема телесериала                          |
| Tu Hi Bata Mere Maula                              | оригинальная композиция                               | Кхуши и Арнав в отдалении после ссор                  |
| Meri Aankhon Mein Tu Muskuraye                     | -                                                     | Анджали повязывает ракхи Арнаву на Ракшабандхан       |
| Hud Hud Dabangg                                    | Бесстрашный (2010)                                    | рингтон телефона Кхуши                                |
| Jalebi Bai                                         | Двойная забава (2011)                                 | рингтон, выбранный Кхуши для телефона Арнава          |
| Character Dheela Hai                               | Всегда готов! (2011)                                  | танец приглашённых Лаваньей артистов для Арнава       |
| Ladki Badi Hai Kamal Ki                            | Taqdeerwala (1995)                                    | танец Кхуши и Лаваньи на кровати                      |
| Ooh la la                                          | Непристойные фото / Грязное кино (2011)               | танец женщин Райзада                                  |
| Jaado Hai Nasha Hai                                | Тёмная сторона желания (2003)                         | влечение Арнава к Кхуши у бассейна                    |
| Salaam-E-Ishq                                      | Здравствуй, любовь! (2007)                            | танец Кхуши и Лаваньи                                 |
| Desi Girl                                          | Близкие друзья (2008)                                 | танец Кхуши и НК                                      |
| Desi Boys                                          | Индийские мальчики / Настоящие индийские парни (2011) | сангит Паяль, танец НК                                |
| Bichoo o Bichoo                                    | Чары колдовские (1992)                                | сангит Паяль, танец бабушки, НК и Манорамы            |
| Hawa Hawai                                         | Мистер Индия (1987)                                   | сангит Паяль, танец Кхуши                             |
| Ek Do Teen                                         | Жгучая страсть (1988)                                 | сангит Паяль, танец Кхуши                             |
| Jiji Tere Jeth ji Dewana (Didi Tera Devar Deewana) | Кто я для тебя? (1994)                                | сангит Паяль, пародия на Арнава                       |
| Teri Meri Prem Kahani Hai Mushkil                  | Телохранитель (2011)                                  | сангит Паяль, танец Арнава и Кхуши                    |
| Aaoge Jab Tum O Sajna                              | Когда мы встретились (2007)                           | мечты Кхуши об Арнаве                                 |
| Aye Meri Zohra Jabeen                              | Испытание временем (1965)                             | песня Кхуши на Холи                                   |
| Tu Hi Mera                                         | Небеса 2 / Рай 2 (2012)                               | вторая песня, открывающая конкурс свекрови и невестки |
| Chikni Chameli                                     | Огненный путь (2012)                                  | первая песня, открывающая конкурс свекрови и невестки |
| Ishq Mein Tere Bina                                | Ширин и Фархад — баловни судьбы (2012)                | Арнав и Кхуши в разлуке                               |
| Pehla Pehla Pyar Hai                               | Кто я для тебя? (1994)                                | сангит Кхуши, танец НК и Манорамы                     |
| Mujhse Shaadi Karogi                               | Выходи за меня замуж (2004)                           | сангит Кхуши, танец Арнава                            |
| Mehndi Laga Ke Rakhna                              | Непохищенная невеста (1995)                           | мехенди, танец родственников Арнава и Кхуши           |
| Namak                                              | Омкара (2006)                                         | танец Кхуши на мальчишнике Арнав                      |
| Rasiya                                             | Жертва (2009)                                         | Арнав и Кхуши после мальчишника                       |
| Ab Na Jaa                                          | альбом Gully (2003) индийской рок-группы Euphoria     | карва-чаутх, танец Арнава и Кхуши                     |
| Falak Dekhoon                                      | Специи любви (2005)                                   | Кхуши перед дефиле                                    |

## Награды
| Год  | Премия                                         | Номинация                                                                            | Победитель                                                                                     |
| ---- | ---------------------------------------------- | ------------------------------------------------------------------------------------ | ---------------------------------------------------------------------------------------------- |
| 2012 | The Global Indian Film and TV Honours          | Лучший актёр (публичное голосование)                                                 | Барун Собти                                                                                    |
| 2012 | Indian Television Academy Awards               | Лучший актёр (популярный)                                                            | Барун Собти (Iss Pyaar Ko Kya Naam Doon?) & Самир Сони (Parichay — Nayee Zindagi Kay Sapno Ka) |
| 2012 | People`s Choice Awards India                   | Самая любимая хорошо выглядящая экранная пара (TV) представленная «HEAD & SHOULDERS» | Барун Собти & Саная Ирани                                                                      |
| 2012 | People`s Choice Awards India                   | Любимый актёр TV драмы                                                               | Барун Собти                                                                                    |
| 2012 | Star Parivaar Awards                           | Любимый смешной участник                                                             | Уткарша Наик                                                                                   |
| 2012 | Star Parivaar Awards                           | Любимый враг                                                                         | Абхаас Мехта                                                                                   |
| 2012 | Star Parivaar Awards                           | Любимый новый участник (мужчина)                                                     | Барун Собти                                                                                    |
| 2012 | Star Parivaar Awards                           | Любимая пара                                                                         | Барун Собти & Саная Ирани                                                                      |
| 2012 | Star Parivaar Awards                           | Любимая международная пара                                                           | Барун Собти & Саная Ирани                                                                      |
| 2012 | Star Parivaar Awards                           | Самый стильный участник (мужчина)                                                    | Барун Собти                                                                                    |
| 2012 | Zee Gold Awards (The 5th Boroplus Gold Awards) | Boroplus лицо года                                                                   | Саная Ирани                                                                                    |